# بروفسور لايتون آند ذا إترنال ديفا
بروفسور لايتون آند ذا إترنال ديفا (باليابانية: レイトン教授と永遠の歌姫، بالروماجي: Reiton-kyōju to Eien no Utahime) هو فيلم أنمي من إخراج ماساكازو هاشيموتو ومن تأليف أيا ماتسو، استوديو P.A.Works واستوديو أو إل إم. مقتبسة من سلسلة العاب فيديو بروفسور لايتون [الإنجليزية]،من تأليف أكهيرو هينو وتطوير ليفل-5. عرض الفيلم في اليابان في 19 ديسمبر عام 2009.

## القصة
تدور أحداث القصة بعد اللعبة الثانية يستذكر عالم الآثار وأستاذ الألغاز البروفيسور هيرشيل لايتون وتلميذه الشاب لوك تريتون إحدى أولى مغامراتهما معًا منذ ثلاث سنوات، تمت دعوة لايتون من قبل تلميذته السابقة جانيس كواتلان لمشاهدت عرض أوبرا في دار أوبرا كراون بيتون.

## الأداء الصوتي
| الشخصية                | الأداء الصوتي           |
| ---------------------- | ----------------------- |
| بروفسور هيرشل هالايتون | يو أويزومي [الإنجليزية] |
| لوك تريتون             | ماكي هوريكيتا           |
| إيمي ألتافا            | ساكي آيبو [الإنجليزية]  |
| جانيس كواتلان          | نانا ميزوكي             |
| جان ديسكول             | إييماسا كايومي          |
| المفتش كلامب جروسكي    | هوتشو أوتسوكا           |
| أوزوالد ويسلر          | إييماسا كايومي          |
| ميلينا ويسلر           | فوميكو أوريكاسا         |
| سيليا ريدلي            | كيكوكو إينوي            |
| نينا                   | سومير موروهوشي          |
| كيرتس أودونيل          | شوزو إيزوكا             |
| ماركو بروك             | كينتا مياكي             |
| إميليا روث             | ميغومي تويوغوتشي        |
| فريدريك بارغلاند       | جوجي ناكاتا             |
| آني دريتش              | ليليكو [الإنجليزية]     |
| بيير ستاربوك           | كويتشي ياماديرا         |
| دون باولو              | مينورو إينابا           |
| المفتش تشيلمي          | شيرو سايتو              |
| كونستابل بارتون        | هيروشي سوغينو           |
| فلورا رينهولد          | ماميكو نوتو             |
| دكتور أندرو شريدر      | روكورو نايا             |

## وصلات خارجية
- موقع الرسمي الياباني
- Official UK site (archived)
- بروفسور لايتون آند ذا إترنال ديفا على موقع IMDb (الإنجليزية)
- بروفسور لايتون آند ذا إترنال ديفا على موقع روتن توميتوز (الإنجليزية)
- بروفسور لايتون آند ذا إترنال ديفا على موقع ألو سيني (الفرنسية)
- بروفسور لايتون آند ذا إترنال ديفا على موقع Turner Classic Movies (الإنجليزية)
- بروفسور لايتون آند ذا إترنال ديفا على موقع أول موفي (الإنجليزية)
- بروفسور لايتون آند ذا إترنال ديفا على موقع فيلمافينيتي (الإسبانية)
- بروفسور لايتون آند ذا إترنال ديفا على موقع قاعدة بيانات الفيلم (الإنجليزية)
- بروفسور لايتون آند ذا إترنال ديفا على موقع ليتربوكسد (الإنجليزية)
- بروفسور لايتون آند ذا إترنال ديفا على موقع كينوبويسك (الروسية)
- بروفسور لايتون آند ذا إترنال ديفا على موقع ANN anime (الإنجليزية)